# (22044) 1999 XS206
1999 أكس أس 206 (ويعرف أيضًا باسم (22044) 1999 أكس أس 206 وفق تسمية الكوكب الصغير) (بالإنجليزية: 1999 XS206)‏ هو كويكب ضمن حزام الكويكبات؛ وترتيبه 22044 من حيث الاكتشاف.
اكتُشف هذا الجُرم الفلكي بواسطة بحث لنكولن عن الكويكبات القريبة من الأرض في 12 ديسمبر 1999.

## وصلات خارجية
- (22044) 1999 XS206 في قاعدة بيانات مختبر الدفع النفاث لأجرام النظام الشمسي الصغيرة

- الاكتشاف · مخطط المدار ·  العناصر المدارية · المعلمات المادية

- (22044) 1999 XS206 على موقع ويكي سكاي: DSS2, SDSS, GALEX, IRAS, Hydrogen α, X-Ray, Astrophoto, Sky Map, Articles and images